# Antoni Konopka (adwokat)
Antoni Józef Konopka, także Nachman-Natan Surowicz, ps. „Adam”, „Falski”, „Gadam”, „Ziuk” (ur. 1900, zm. 11 grudnia 1963 w Łodzi) – adwokat, profesor nadzwyczajny Uniwersytetu Łódzkiego, kierownik katedry Ekonomii Politycznej.

## Życiorys
Konopka w młodości należał do kółek socjalistycznych. W 1917 dołączył do PPS-Lewicy, a następnie przynależał do KPRP, KPP i PZPR. Studiował uniwersytetach w Warszawie, Krakowie i Wilnie prawo, ekonomię i nauki społeczne. W 1926 ukończył studia prawnicze, a następnie uzyskał nominację sędziowską, jednak zrezygnował z zawodu, kontynuując rozpoczętą aplikację adwokacką w kancelariach Korala i Hartmana w Warszawie. W 1931 rozpoczął pracę jako obrońca w kręgu Teodora Duracza podczas procesów politycznych. Działał także społecznie w Międzynarodowej Organizacji Pomocy Rewolucjonistom, wspierając moralnie i materialnie rodziny uwięzionych komunistów. Za swoją działalność był więziony w Pułtusku, Łowiczu, Koronowie i Warszawie. Dwukrotnie był oskarżany o działalność komunistyczną w 1921 i 1939.
Podczas II wojny światowej był żołnierzem Batalionów Chłopskich oraz oficerem oświatowym. Po zakończeniu II wojny światowej został wicedyrektorem Biura Kontroli Państwa przy Prezydium Krajowej Rady Narodowej oraz członkiem Polskiej Misji Wojskowej w Berlinie.
Następnie rozpoczął pracę jako profesor ekonomii społecznej na Politechnice Śląskiej. Po utworzeniu w 1949 Wyższej Szkoły Ekonomicznej w Łodzi został jej kierownikiem, a po wchłonięciu jej przez Uniwersytet Łódzki, kierownikiem katedry ekonomii politycznej Uniwersytetu Łódzkiego. Był Członkiem zarządu Polskiego Towarzystwa Ekonomicznego i Rady Adwokackiej Zarządu Głównego i Okręgu ZBoWiD.

### Życie prywatne
Pochowany został na cmentarzu komunalnym Doły (Kwatera: VII, Rząd: 8, Grób: 4) Był ojcem dra Piotra Konopki.

## Odznaczenia
- Order Sztandaru Pracy II klasy,
- Odznaka Honorowa Miasta Łodzi,
- Złoty Krzyż Zasługi z mieczami,
- Krzyż Partyzancki (2-krotnie),
- Medal Zwycięstwa i Wolności 1945,
- Odznaka Grunwaldzka,
- Odznaka Polskiego Towarzystwa Ekonomicznego[4].